# Frederick Hamilton (Admiral)

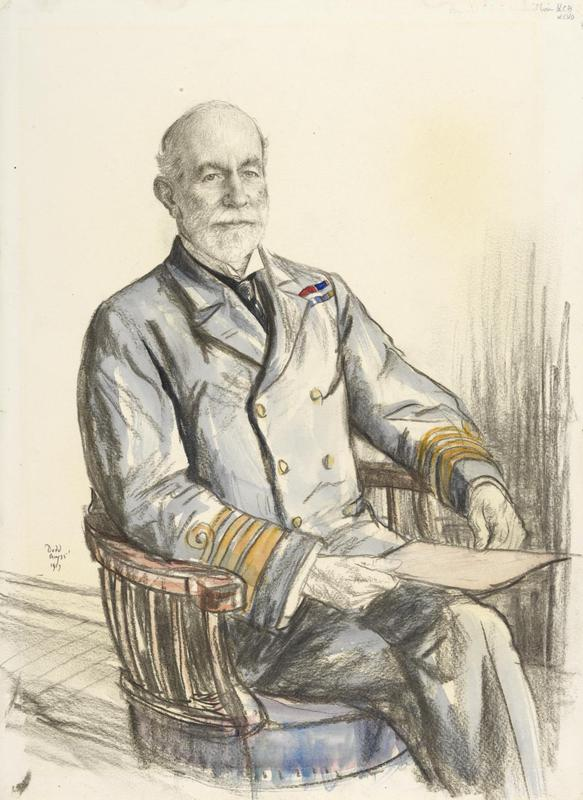
Admiral Sir Frederick Tower Hamilton (Zeichnung von Francis Dodd, 1917).

Sir Frederick Tower Hamilton, GCVO, KCB (* 8. März 1856 in London; † 4. Oktober 1917 in Rosyth, Firth of Forth, Schottland) war ein britischer Seeoffizier der Royal Navy, der unter anderem als Vizeadmiral zwischen 1914 und 1916 Zweiter Seelord (Second Sea Lord) sowie von 1916 bis zu seinem Tode 1917 als Commander-in-Chief, Rosyth Oberkommandierender der Seestreitkräfte in Schottland war.

## Leben

### Ausbildung zum Seeoffizier und Schiffskommandant

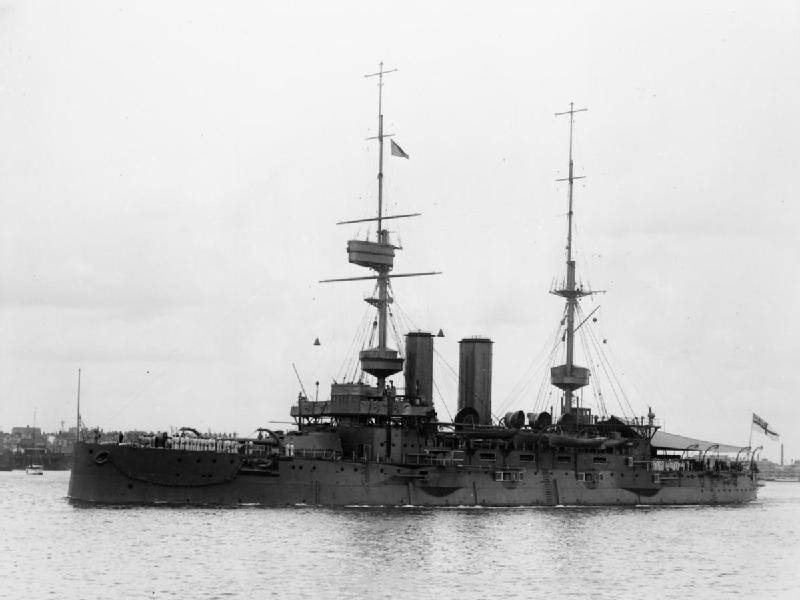
Kapitän zur See Frederick Hamilton war von 1902 bis 1905 Kommandant des Linienschiffs HMS Bulwark.

Frederick Tower Hamilton war das jüngste von fünf Kindern von Kapitän zur See Henry George Hamilton und dessen Ehefrau Fanny Elizabeth Alexander. Er trat 1869 als Seekadett (Cadet) in die Royal Navy ein und absolvierte eine Ausbildung zum Seeoffizier auf dem Kadettenschulschiff HMS Britannia. Er fand nach Abschluss der Offiziersausbildung zahlreiche Verwendungen als Seeoffizier und Stabsoffizier. Während seiner Teilnahme am Zulukrieg 1879 wurde er im Kriegsbericht erwähnt (Mentioned in dispatches). Am 27. November 1879 erfolgte seine Beförderung zum Kapitänleutnant (Lieutenant). Er wurde am 30. Juni 1892 zum Fregattenkapitän (Commander) sowie am 1. Januar 1898 zum Kapitän zur See (Captain) befördert. Im März 1901 wurde er Kommandant (Commanding Officer) des Geschützten Kreuzers HMS Furious und behielt dieses Kommando bis März 1902.
Im Anschluss war Hamilton von März 1902 bis Februar 1905 Kommandant des Einheitslinienschiffs HMS Bulwark. Für seine Verdienste als Flaggkapitän des Oberkommandierenden von Malta (Flag Captain to Commander-in-Chief, Malta) wurde er am 21. April 1903 Mitglied des Royal Victorian Order (MVO). Er fungierte zwischen März 1905 und Juli 1907 als Kommandant der Marineschießschule (Gunnery School „HMS Excellent“) in Portsmouth. Am 22. September 1906 wurde er zum Marineadjutanten (Naval Aide-de-camp) von König Eduard VII. ernannt.

### Flaggoffizier, Erster Weltkrieg und Zweiter Seelord
Am 1. Oktober 1907 erfolgte die Beförderung von Frederick Hamilton zum Konteradmiral (Rear-Admiral). Für seine Verdienste wurde er am 9. November 1908 Commander des Royal Victorian Order (CVO). Er war zwischen Februar 1909 und Februar 1911 Kommandeur des 5. Kreuzergeschwaders (5th Cruiser Squadron). Danach wechselte er zur Heimatflotte (Home Fleet) und war zwischen Dezember 1911 und Dezember 1913 Kommandeur der 2. und 3. Flotte (Commander, 2nd and 3rd Fleets, Home Fleet) sowie zugleich von Dezember 1911 bis Mai 1912 Kommandeur der 3. und 4. Division der Home Fleet (Commander, 3rd and 4th Divisions, Home Fleet). Er wurde am 31. Juli 1912 zum Vizeadmiral (Vice-Admiral) befördert. Am 1. Januar 1913 wurde er zum Knight Commander des Order of the Bath (KCB) geschlagen, so dass er fortan den Namenszusatz „Sir“ führte.
Kurz vor Ausbruch des Ersten Weltkrieges wechselte Hamilton in die Admiralität und wurde dort Nachfolger von Vizeadmiral Sir John Rushworth Jellicoe als Zweiter Seelord (Second Sea Lord). Er blieb in dieser Funktion bis zu seiner Ablösung durch Vizeadmiral Sir Somerset Gough-Calthorpe im Juni 1916. Er wurde am 9. Juni 1916 zum Admiral befördert. Daraufhin wurde er im Juni 1916 Nachfolger von Admiral Sir Robert Swinburne Lowry als Commander-in-Chief, Rosyth und wurde somit Oberkommandierender der Seestreitkräfte in Schottland. Er übte diese Funktion bis zu seinem Tode am 4. Oktober 1917 aus, woraufhin Admiral Sir Cecil Burney seine Nachfolge antrat. Am 25. Juni 1917 wurde er des Weiteren auch zum Knight Grand Cross des Royal Victorian Order (GCVO) erhoben.

### Familie
Frederick Tower Hamilton heiratete am 3. Dezember 1889 Maria Walpole Keppel, Tochter von Admiral Sir Henry Keppel und Jane Elizabeth West. Aus dieser Ehe gingen zwei Söhne und zwei Töchter hervor. Der älteste Sohn war Admiral Sir Louis Keppel Hamilton, der während des Zweiten Weltkrieges von 1943 bis 1945 Kommandant der Marinebasis Malta (Flagg Officer, Malta) sowie zwischen 1945 und 1948 Chef des Stabes der Royal Australian Navy war. Der jüngere Sohn Henry Hamilton nahm als Kapitän zur See ebenfalls am Zweiten Weltkrieg teil.